# Hoekbanddennenspanner
De hoekbanddennenspanner (Pennithera firmata, voorheen geplaatst in geslacht Thera) is een nachtvlinder uit de familie Geometridae, de spanners. De voorvleugellengte bedraagt tussen de 13 en 16 millimeter. De soort komt verspreid over Europa, Klein-Azië en de landen rond de Kaukasus voor. Hij overwintert als ei of jonge rups.

## Waardplanten
De hoekbanddennenspanner heeft den als waardplant en soms ook andere naaldbomen.

## Voorkomen in Nederland en België
De hoekbanddennenspanner is in Nederland een zeldzame en in België een vrij algemene soort, die verspreid over het hele gebied kan worden gezien. De vlinder kent één generatie die vliegt van augustus tot halverwege oktober.